# Écouché

Écouché este o comună în departamentul Orne, Franța. În 1 ianuarie 2018 avea o populație de 1.268 de locuitori.